# Kastell Brâncovenești

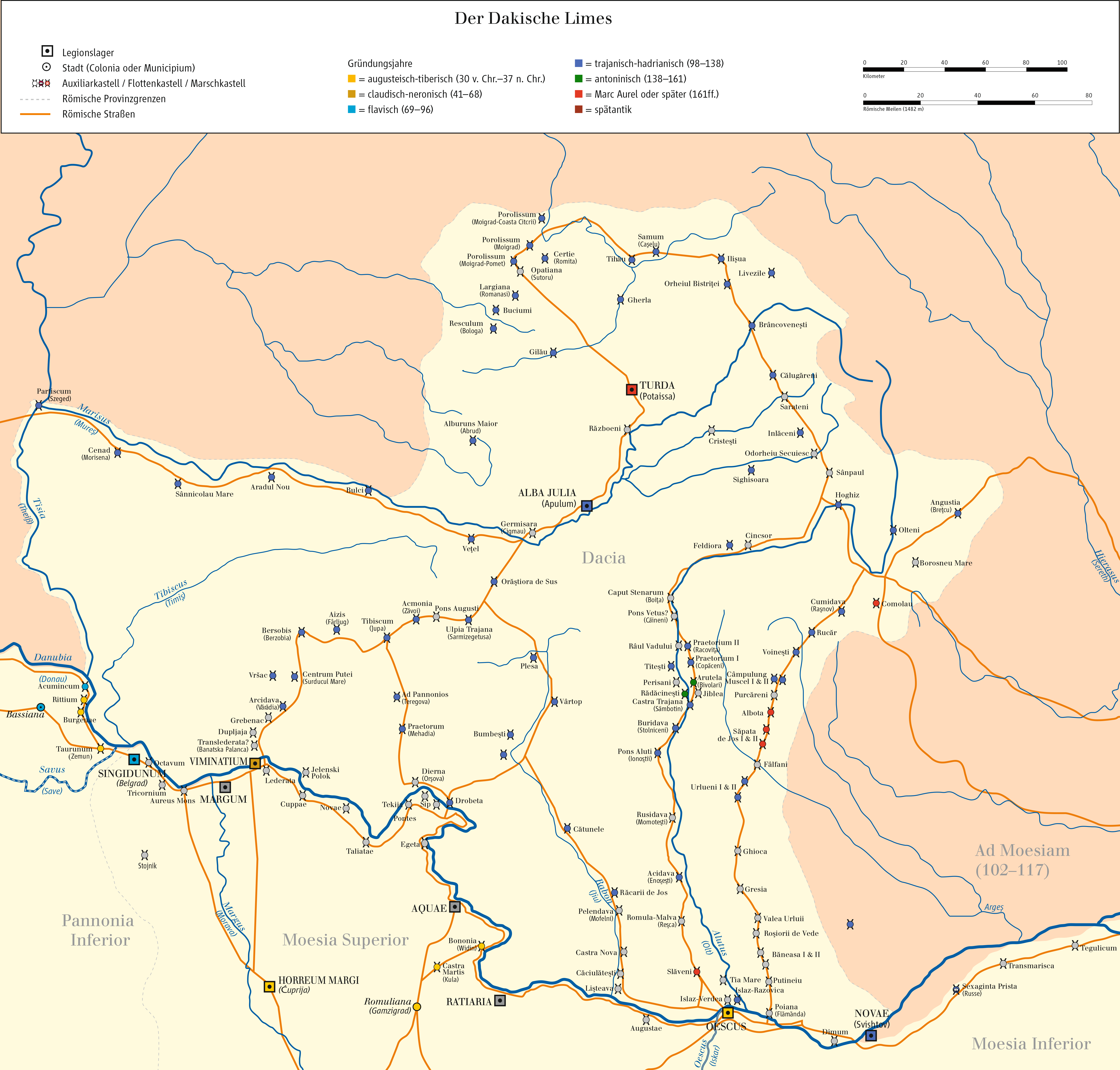
Die dakischen Limites

Kastell Brâncovenești war ein römisches Hilfstruppenlager auf dem Gemeindegebiet von Brâncovenești (Wetsch), Kreis Mureș in der rumänischen Region Siebenbürgen. Gemeinsam mit insgesamt 277 Stätten des Dakischen Limes wurde das Kastell Brâncovenești 2024 zum UNESCO-Weltkulturerbe erhoben.

## Lage
In antiker Zeit befand sich das Kastell an der Via militaris (römischen Heerstraße) an der nordöstlichen Grenze der Provinz Dacia Porolissensis und war Bestandteil des Limes Porolissensis. Es hatte dort die Aufgabe, den östlich des Militärlagers befindlichen Deda-Pass zu überwachen, der von der Provinz ins Barbaricum führte. Topographisch lag es auf einer Flussterrasse des Mureș. Im heutigen Siedlungsbild befindet sich das kaum mehr an der Erdoberfläche wahrnehmbare Bodendenkmal am nördlichen Rand von Brâncovenești und ist zum Teil vom neuzeitlichen Kemény-Schloss (16. Jahrhundert) überbaut.

## Archäologische Befunde
In dem zwischen 1970 und 1978 unter der Leitung von Dumitru Protase und Andrei Zrinyi untersuchten Kastell konnten insgesamt zwei Bauphasen und eine Reparaturphase differenziert werden. In den Jahren 2011/2012 wurden diese Ergebnisse durch geophysikalische un vermessungstechnische Untersuchungen ergänzt.

### Holz-Erde-Lager
In seiner ersten Bauphase war das Kastell ein Holz-Erde-Lager mit rechteckigem Grundriss, dessen östliche Seite bislang nicht festgestellt wurde, so dass man keine Aussagen über die Gesamtfläche treffen kann. Mit seinen Seiten war es ungefähr in die vier Himmelsrichtungen ausgerichtet. Umwehrt war das Militärlager von einer zehn Meter breiten und 1,20 Meter hohen Holz-Erde-Mauer, vor der ein einfacher, fünf bis sieben Meter breiter und durchschnittlich 1,50 Meter tiefer Spitzgraben als Annäherungshindernis verlief. Das Kastell wurde bereits in der trajanischen Zeit errichtet, über seine Besatzung ist nichts bekannt.

### Steinkastell
Das Steinkastell entsprach in seiner Ausrichtung dem vorausgehenden Lager. Es hatte einen rechteckigen Grundriss mit Abmessungen von 144 Meter mal 177 Meter (entspricht 2,55 Hektar) und war mit seiner Prätorialfront (Vorderseite des Kastells) nach Osten, zum Feind hin ausgerichtet. Das Militärlager war von einer einen Meter mächtigen Mauer in der Technik des Opus incertum umgeben, die Kastellecken waren abgerundet. Die Südmauer wurde in einer Reparaturphase um die Mitte des dritten Jahrhunderts mit Strebepfeilern verstärkt. Auf der Nordseite befand sich die Porta principalis sinistra (linkes Seitentor), die von zwei rechteckigen, leicht nach außen vorspringenden Tortürmen mit den Grundrissen von 5,75 m mal 4,75 m und 6,00 m mal 4,50 m flankiert war. Die Porta decumana, deren Tortürme nicht vollständig freigelegt wurden, befand sich auf der westlichen Seite des Kastells. Während Dumitru Protase (1977) und Nicolae Gudea (1997) noch leicht nach außen vorspringende, trapezförmigen Ecktürme beschrieben, wurden diese bei Szilamér-Péter Pánczél (2012) nicht mehr erwähnt. Vor der Mauer befanden sich nach einer zwei bis zweieinhalb Meter breiten Berme zwei Gräben als Annäherungshindernisse, von denen der innere Graben neun Meter breit und zweieinhalb Meter tief, der äußere acht Meter breit und zwei Meter tief war. Getrennt waren die beiden Gräben durch einen zweieinhalb Meter breite Erdschwelle. Auf der zum Fluss hin weisenden Westseite des Kastells gab es keine Gräben. Im Inneren des Lagers konnte ein Gebäude bislang unbekannter Funktion im latus sinistru (linke Kastellseite) der retentura (rückwärtiger Kastellteil) festgestellt werden. Auf Grund des recht geringen Fundmaterials können derzeit noch keine gesicherten Aussagen über die exakten Datierungen der Errichtung und der Auflassung des Kastells getroffen werden. Als Stammbesatzung des Lagers wird ausweislich inschriftlicher Funde die Ala I Illyricorum angesprochen.

### Vicus und Gräberfeld
Etwa 150 Meter südlich des Kastells erstreckte sich das Lagerdorf (Vicus), in dem sich die Wohnquartiere der Angehörigen von Soldaten, der Veteranen, Handwerker, Händler, Schankwirte, Prostituierten und anderer Dienstleister befanden. Darüber hinaus wurde in diesem Bereich ein Gräberfeld entdeckt.

## Fundverbleib und Denkmalschutz
Die Funde der Ausgrabungen im Bereich des Kastells Brâncovenești werden im Muzeul Judecean Mures (Kreismuseum Mures) in Târgu Mureș aufbewahrt.
Die gesamte archäologische Stätte und im Speziellen das Kastell stehen nach dem 2001 verabschiedeten Gesetz Nr. 422/2001 als historische Denkmäler unter Schutz und sind mit dem LMI-Code MS-I-s-B-15351 in der nationalen Liste der historischen Monumente (Lista Monumentelor Istorice) eingetragen. Zuständig ist das Ministerium für Kultur und nationales Erbe (Ministerul Culturii şi Patrimoniului Naţional), insbesondere das Generaldirektorat für nationales Kulturerbe, die Abteilung für bildende Kunst sowie die Nationale Kommission für historische Denkmäler sowie weitere, dem Ministerium untergeordnete Institutionen. Ungenehmigte Ausgrabungen sowie die Ausfuhr von antiken Gegenständen sind in Rumänien verboten.